# 김유하 (배우)
김유하(2012년 9월 26일 ~ )는 대한민국의 배우이다.

## 드라마
- 2021년 JTBC 드라마 《경로를 이탈하였습니다》
- 2021년 KBS2 주말드라마 《오케이 광자매》
- 2023년 tvN 드라마 《구미호뎐 1938》